# Carl Bruno Bloemertz
Carl Bruno Bloemertz (* 21. Mai 1919 in Linnich bei Aachen; † 29. Oktober 2007 in Lindberg bei Zwiesel) war ein deutscher Maler, Kunstförderer, Galerist und Chirurg. Als Maler signierte er mit dem Kürzel CBB. Er war lange in Wuppertal wohnhaft und dort auch als Unfallchirurg niedergelassen. In seinem Haus in der Oberen Lichtenplatzer Straße befand sich auch die CBB-Galerie.

## Werdegang
Sein Studium der Musik (Geige, Viola, Klavier, Theorie, Musikgeschichte) in Köln und Berlin beendete er vorzeitig, um Medizin in Halle und Leipzig zu studieren (Promotion 1945). Seine künstlerische Ausbildung zum Maler und Grafiker absolvierte er in den Jahren 1961 bis 1969 bei Herm Dienz  (Bonn) und Anton Gerharz (Mourlot, Paris). Neben seiner medizinischen Tätigkeit war er als freischaffender Künstler tätig. Er war unter anderem Mitglied des Verbandes der malenden Ärzte Deutschlands e.V.

## Künstlerisches Schaffen
Zu seinen Arbeitsgebieten zählten abstrakte Malerei, Siebdruck, Semigrafie, Radierung, Aquarell, Zeichnungen, Cover, auch mittels Computer-Grafik, für Bücher, Disc, CD. In seinen Werken sind abstrakte, surreale und gegenständliche Elemente miteinander verschmolzen. Die von ihm entwickelte und in vielen Facetten immer wieder erneuerte Technik "Semigrafie", halb Öl-, halb Siebdruck, war eines seiner Markenzeichen. Darstellungen und Besprechungen in Zeitschriften, Kunstzeitschriften, Anthologien, Büchern, Fernsehfilmen und Hörfunksendungen würdigten sein Werk. Besonders bekannt sind die Arbeiten aus der Reihe "Überlebens-Landschaften".

## Ausstellungen
Carl Bruno Bloemertz brachte es auf über 860 Einzel- und Gruppenausstellungen weltweit, darunter in Deutschland, Italien, Frankreich, Österreich, Griechenland, Rumänien, Schweiz, New York (USA), Washington (USA), Palm Beach (USA) und Boca Raton (USA). Mit Serigrafie-Mappenwerken ist er vertreten durch Editionen in Frankreich, Schweiz, Österreich und Deutschland. Seine Arbeiten finden sich in Privatsammlungen und Museen.

## Ehrungen
In Anerkennung seines ärztlichen, wissenschaftlichen, künstlerischen und schriftstellerischen Schaffens und seiner Lebensleistungen als Maler und Künstler erhielt Carl Bruno Bloemertz 1984 das Verdienstkreuz am Bande des Verdienstordens der Bundesrepublik Deutschland und 1996 das Verdienstkreuz Erster Klasse des Verdienstordens der Bundesrepublik Deutschland. Darüber hinaus war er Professor h.c. für kulturelle Leistungen. Des Weiteren wurden ihm Kompositionen gewidmet, vor allem des tschechischen Komponisten und Geigers Adolf Gebauer: "Streichquartett CBB" mit der motivischen Paraphe des Malers, mit 5 Sätzen zu 5 Ölgemälden aus dem Atelier von CBB: "Konzert am See", "Avignon", "Fressen und Gefressen werden", "Garten Eden" sowie "Hurrican", das durch das weltbekannte Kocian-Quartett in Prag 1994 uraufgeführt wurde. 1997 wurde eine CD herausgegeben mit Gebauer-Kompositionen, die neben anderen Gebauer-Kompositionen auch das "Streichquartett CBB" enthält. Zum Cover dieser CD wurde sein Bild "Stunde der Geige" ausgewählt.

## Persönliches
Carl Bruno Bloemertz war zweimal verheiratet und hatte 5 Kinder. Mit seiner ersten Frau und zwei Kindern lebte er in Bonn-Beuel, mit seiner zweiten Frau und den drei gemeinsamen Kindern in Wuppertal. Seinen Lebensabend verbrachte er in Neuss und Lindberg bei Zwiesel.